# Dorysthenes forficatus
Dorysthenes forficatus là một loài bọ cánh cứng trong họ Cerambycidae.